# Kundur, Channarayapatna
Kundur là một làng thuộc tehsil Channarayapatna, huyện Hassan, bang Karnataka, Ấn Độ.